# Hemichrysops fascipennis
Hemichrysops fascipennis är en tvåvingeart som beskrevs av Krober 1930. Hemichrysops fascipennis ingår i släktet Hemichrysops och familjen bromsar. Inga underarter finns listade i Catalogue of Life.